# Wittstockischer Kreis
Der Wittstockische Kreis, häufig auch Kreis Wittstock genannt, war ein markbrandenburgischer Kreis in der Prignitz, der sich im Verlauf des 16. Jahrhunderts herausgebildete und bis 1816 Bestand hatte. Er wurde in der damaligen Verwaltungsreform zusammen mit dem Pritzwalkischen und Kyritzischen Kreis sowie Teilen des Havelbergischen Kreises zum Kreis Ostprignitz vereinigt.

## Geographische Lage
Der Wittstockische Kreis bestand aus einem Hauptteil und zwei südlich davon gelegenen Exklaven, jeweils aus einer Gemeinde bestehend. Der Hauptteil grenzte im Norden an das Herzogtum Mecklenburg-Schwerin, im Osten an den Ruppinschen Kreis, im Süden an den Ruppinschen Kreis und den Kyritzischen Kreis und im Westen an den Pritzwalkischen Kreis. Die Exklave Herzsprung lag völlig im Kyritzischen Kreis, die Exklave Teetz grenzte im Norden und Süden an mecklenburgische Exklaven und ansonsten an den Kyritzischen Kreis.

## Geschichte
Im Laufe des 16. Jahrhunderts bildeten sich in der Mark Brandenburg im Wesentlichen nach den Landschaften organisierte Kreise, im 17. Jahrhundert meist Beritte genannt, heraus, denen ein Landreiter vorstand. Sie entwickelten mit der Zeit eigene Verwaltungsorgane und hatten auch ihre eigenen Finanzen. Der Wittstockische Kreis bildet sich zum Großteil aus den direkten Besitzungen des Bischofs von Havelberg um die Stadt Wittstock und einigen benachbarten Dörfern im adligen Besitz. Nach der Reformation bildete das Amt Wittstock den größten Teil des Kreises.
Die Prignitz gehörte innerhalb der Mark Brandenburg zur Kurmark und bildete (um 1800) eine eigene Provinz (neben Altmark, Mittelmark und Uckermark). In der Prignitz bildeten sich sieben Kreise heraus, die jedoch keine eigene Verwaltung hatten. In dieser Hinsicht wurde die Prignitz insgesamt als Kreis aufgefasst, mit Kreisdirektorium, ritterschaftlichem Corpus (die politische Vertretung) und mit eigener Kreiskasse. Jedoch wurden die untergeordneten Kreise weiterhin aufrechterhalten.

## Zugehörige Orte
- Wittstock/Dosse (Wittstock)
- Babitz (Dorf) (heute ein Ortsteil der Stadt Wittstock/Dosse)
- Berlinchen (Dorf) (heute ein Ortsteil der Stadt Wittstock/Dosse)
- Biesen (Dorf und adliges Gut) (heute ein Ortsteil der Stadt Wittstock/Dosse)
- Blandikow (Blantikow, Dorf) (heute ein Ortsteil der Gemeinde Heiligengrabe)
- Bohnenkamp (Amtsvorwerk und Etablissement) (heute in Wittstock/Dosse aufgegangen, etwa Rosa-Luxemburg-Straße 38 bis 42)
- Alt Daber (Försterhaus, zwischen zwei Seen, unweit Berlinchen) (heute ein Wohnplatz der Stadt Wittstock/Dosse).
- Neu Daber (Vorwerk und Schäferei, bei der Wittstockischen heide, an einem See, zwischen Alt Daber und Randow) (existiert nicht mehr, 1872 abgebrochen, lag am Nordufer des heute verschwundenen Großen Berlinchensees, circa 1 km westlich von Berlinchen)
- Dossow (auch Dosse, Dorf) (heute ein Ortsteil der Stadt Wittstock/Dosse)
- Dranse (Dransee, Dorf) (heute ein Ortsteil der Stadt Wittstock/Dosse)
- Dranseer Walkmühle auf der Feldmark des Dorfes Dranse, am Dranseer See (heute ein Wohnplatz im Ortsteil Dranse, Stadt Wittstock/Dosse)
- Eichenfelde (Erbpachtsvorwerk und Kolonie) (heute ein Gemeindeteil der Stadt Wittstock/Dosse). 1753 wurden hier 7 Grundbesitzer mit 2 Hufen, und 4 Büdner angesetzt.
- Flecken Zechlin
- Friesenhof (Kolonie bei Jabel, zum dortigen Gut gehörig. Auch schlichtweg die Kolonie genannt.) (heute ein Wohnplatz in der Gemeinde Heiligengrabe)
- Am Giesenschlag, Theerofen, in dem Zechliner Forstrevier, am Giesenschlagsee (existiert nicht mehr, 1846 letztmals erwähnt, lag am südöstlichen Ende des Giesenschlagsees, direkt an der Grenze zu Mecklenburg-Vorpommern)
- Glienicke (Glienecke, Dorf) (heute ein Gemeindeteil der Gemeinde Heiligengrabe)
- Goldbeck (Amtsvorwerk) (heute ein Ortsteil der Stadt Wittstock/Dosse)
- Gramzowsche Schäferei, auf der wüsten Feldmark Gramzow, zu Zaatzke gehörig (heute Wohnplatz Volkwig, Ortsteil Zaatzke, Gemeinde Heiligengrabe)
- Hammelstall, unweit Zechlin in der Hoheheide (nach HOL heute Neuendorf)
- Groß Haßlow (Groß Hasslow, Dorf) (heute ein Ortsteil der Stadt Wittstock/Dosse)
- Klein Haßlow (Klein Hasslow, Dorf) (heute ein Gemeindeteil der Stadt Wittstock/Dosse)
- Heidethurm, Försterei, Wohnung des Wittstockschen Stadtförsters an der Stadtwaldung (heute Alt Daber, ein Wohnplatz der Stadt Wittstock/Dosse)
- Heinrichsdorf (Kolonie) (heute ein Gemeindeteil der Stadt Wittstock/Dosse). 1776 wurde hier eine Kolonie angelegt.
- Herzdorf (Hertzdorf, Kolonie) (heute in Schweinrich aufgegangen). 1753ff. wurde hier eine Kolonie von zunächst 10 Büdnern etabliert.
- Herzsprung (Hertzsprung, Dorf und Gut) (heute ein Ortsteil der Gemeinde Heiligengrabe)
- Grüne Hütte, Glashütte, ist eingegangen, doch wohnen daselbst noch einige Büdner (heute Glashütte, Wohnplatz im Ortsteil Gadow, Stadt Wittstock/Dosse)
- Weiße Hütte, Glashütte und Amtsvorwerk, im Zechliner Forst, 1748 angelegt (heute Glashütte, Wohnplatz im Ortsteil Gadow, Stadt Wittstock/Dosse)
- Jabel (Jaabel, Dorf und Gut) (heute ein Ortsteil der Gemeinde Heiligengrabe)
- Kehrbergs Ofen, Theerofen zwischen Luhme und der Neuen Mühle (existiert nicht mehr, 1846 letztmals erwähnt, lag am südöstlichen Ende des Giesenschlagsees, direkt an der Grenze zu Mecklenburg-Vorpommern, identisch mit dem Teerofen am Giesenschlagsee)
- Kuhlmühle (Kuhlmühle, Wassermühle unweit Seveckow) (heute Wohnplatz im Ortsteil Dranse, Stadt Wittstock/Dosse)
- Liebenthal (heute ein Ortsteil der Gemeinde Heiligengrabe)
- Liebenthalscher Krug, an der Heerstraße von Pritzwalk nach Wittstock, zu Liebenthal gehörig (existiert nicht mehr, lag etwas nordöstlich des Ortskerns von Liebenthal an der heutigen B 189, im Bereich der Autobahnauffahrt Pritzwalk A 24)
- Luhme (Erbpachtsvorwerk und Kolonie) (heute Ortsteil der Stadt Rheinsberg). 1752 angelegt.
- Alt Lutterow (Vorwerk) (heute ein Wohnplatz im Ortsteil Flecken Zechlin, Stadt Rheinsberg)
- Neu Lutterow (Schäferei) (heute ein Wohnplatz im Ortsteil Flecken Zechlin, Stadt Rheinsberg). 1713 wurde hier zunächst eine Scheune erbaut, die zur Schäferei Alt Lutterow gehörte. 1782 wurde hier eine neue Schäferei und eine Büdnerkolonie etabliert.
- Maulbeerwalde (Kolonie und Erbpachtsvorwerk) (heute ein Ortsteil der Gemeinde Heiligengrabe). Wurde 1751 angelegt.
- Möllendorfshof, Vorwerk, bei und zu Hertzsprung gehörig, 1803 erbauet (existiert heute nicht mehr)
- Neue Mühle, Wasser- und Windmühle, zwischen Luhme und dem Zootzensee (heute Wohnplatz Neumühl im Ortsteil Zechlinerhütte, Stadt Rheinsberg)
- Neue Mühle, Wassermühle, unweit Dossow (heute Wohnplatz Brausebachmühle im Ortsteil Dossow, Stadt Wittstock, in der Schmettauschen Karte von 1767/87 als neue Mühle bezeichnet)
- Neuhof, Meierei, bei Zaatzke, war ehedem ein Försterhaus, das Volkwig genannt wurde (heute Wohnplatz Volkwig im Ortsteil Zaatzke, Gemeinde Heiligengrabe)
- Papenbruch (Papenbrock, Dorf) (heute ein Ortsteil der Gemeinde Heiligengrabe),
- Prebelow (Prevelow, Hägemeisterwohnung, Königlicher Hägemeister, 1802 aufgebaut, im Zechlinschen Revier, am Prevelow-See) (heute Gemeindeteil der Stadt Rheinsberg)
- Raderang, Büdneretablissement, bei Zempow, zwischen 1747 und 1750 etabliert (heute in Zempow aufgegangen, die vom Dorfkern etwas abgesetzte Büdnerkolonie lag am südöstlichen Ortsausgang von Zempow, etwa Dorfstraße 21/22)
- Randow (Kolonie und Verwerk) (heute ein Gemeindeteil der Stadt Wittstock/Dosse). 1752 wurde hier ein Vorwerk und eine Kolonie errichtet.
- Repente (Kolonie und Vorwerk) (heute ein Gemeindeteil der Stadt Rheinsberg). 1752 angelegt.
- Rothe Mühle, Wassermühle, bei der Stadt Wittstock, an der Dosse (heute Wohnplatz Rote Mühle der Stadt Wittstock/Dosse)
- Scharfenberger Mühle (Scharfenbergsche Mühle, Wassermühle) (heute ein Wohnplatz der Stadt Wittstock/Dosse)
- Scharfenberg (Scharfenbergscher Krug, an dem Scharfenberge) (heute Wohnplatz der Stadt Wittstock/Dosse)
- Schweinrich (Dorf) (heute ein Ortsteil der Stadt Wittstock/Dosse)
- Sewekow (Seweckow/Seveckow, Dorf) (heute ein Ortsteil der Stadt Wittstock/Dosse)
- Siebmannshorst (Kolonie) (heute ein Wohnplatz der Stadt Wittstock/Dosse). Die Kolonie bestehend aus Einzelgehöften wurde 1777 auf dem Buchhorst im Goldbecker Forst angelegt.
- Am Siedlitz, Ziedlitz, Theerofen im Zechlinschen Revier (existiert nicht mehr, lag am Nordufer des Großen Zechlinsees)
- Teetz (Dorf) (heute ein Ortsteil der Stadt Kyritz)
- Tetschendorf (heute ein Gemeindeteil der Stadt Wittstock/Dosse)
- Walkmühle und Schneidemühle, bei der Wittstockschen Stadtheide an der Dosse (existiert nicht mehr, lag auf der Höhe von Alt Daber an der Dosse)
- Wernikow (Wernickow, Dorf) (heute ein Ortsteil der Gemeinde Heiligengrabe)
- Amt Wittstock, bei Wittstock, nebst 2 Wassermühlen, worauf ein Färber und ein Tischler wohnen. Es ist durch eine Mauer von der Stadt getrennt. (in Wittstock/Dosse aufgegangen, am Kyritzer Tor?)
- Burg Wittstock (lag im Bereich der ehemaligen Burg, am Südende der Stadt, in Wittstock/Dosse aufgegangen)
- Wulfersdorf (Wulffersdorf, Dorf) (heute ein Ortsteil der Stadt Wittstock/Dosse)
- Am Wummsee, Theerofen, im Zechliner Forstrevier am Wummsee (existiert nicht mehr, lag mit Lefelds Teerofen in der Schmettauschen Karte von 1767/87 identisch)
- Zaatzke (Saatzke, Dorf und Gut) (heute ein Ortsteil der Gemeinde Heiligengrabe)
- Dorf Zechlin (Dorf) (heute Ortsteil der Stadt Rheinsberg)
- Zechlin, Amtssitzvorwerk (im Flecken Zechlin gelegen)
- Zechlinsche Schneidemühle, 1/4 Meile vom Flecken Zechlin (heute Wohnplatz Beckersmühle im Ortsteil Flecken Zechlin, Stadt Rheinsberg)
- Zootzen, wüste Feldmark auf der ab 1736 die Weiße Glashütte errichtet wurde, das spätere Zechlinerhütte

Der Wittstockische Kreis ging bei der Kreisreform von 1816 völlig im neuen Kreis Ostprignitz auf.